# Le Dernier des Dragons
Pour plus de détails, voir Fiche technique et Distribution.
Le Dernier des Dragons (Bridge of Dragons) est un film d'action et de science-fiction américain réalisé par Isaac Florentine en 1999.

## Synopsis
En 2050, dans un monde post-apocalyptique, Ruechang, un général despote avide  de pouvoir; veut épouser Halo, la princesse qui pourrait le rendre légitime à la tête du pays. Mais Warchild, son meilleur soldat, va s'opposer à lui et tenter d'aider Halo à ramener la paix.

## Fiche technique
- Titre : Le Dernier des Dragons
- Titre original : Bridge of Dragons
- Réalisation : Isaac Florentine
- Scénario : Carlton Holder et Clint Lien
- Musique : Stephen Edwards
- Photographie : Yossi Wein
- Montage : Irit Raz
- Production : Yoram Barzilai, Boaz Davidson et Danny Lerner
- Société de production : Millennium Films et Martien Holdings
- Pays :  États-Unis
- Genre : Action, thriller et science-fiction
- Durée : 92 minutes
- Dates de sortie : 
  -  États-Unis : 13 août 1999 (vidéo)

## Distribution
- Dolph Lundgren (V. F. : Daniel Beretta) : Warchild
- Cary-Hiroyuki Tagawa : Général Ruechang
- Valerie Chow (en) : Princesse Halo
- Gary Hudson : Emmerich
- John Bennett : L'enregistreur
- Scott L. Schwartz : Belmont
- Jo Kendall : Lily, la bonne
- Dave Nicholls : York
- Bashar Rahal : Robert
- Velizar Binev : le tailleur
- Ivan Istatkov : maître du ring de l'arène
- Nikolay Binev : le docteur
- Boyan Milushev : Jake
- Sevdelin Ivanov : Scott
- Brian Fitkin : chef des rebelles